# Wybory do Zgromadzeń Ludowych Zachodniej Ukrainy i Zachodniej Białorusi 1939

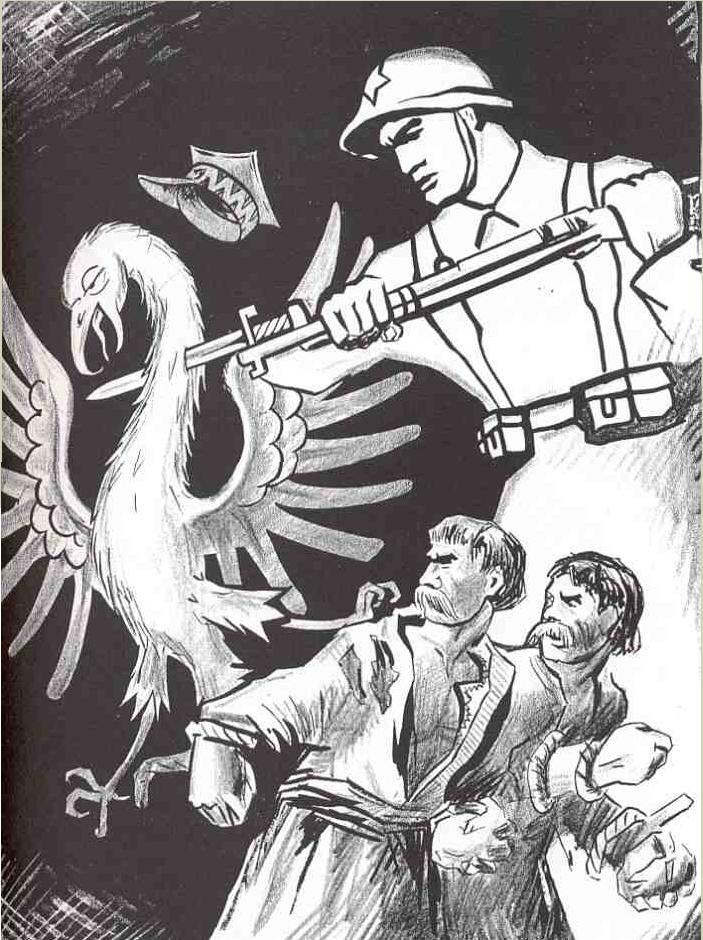

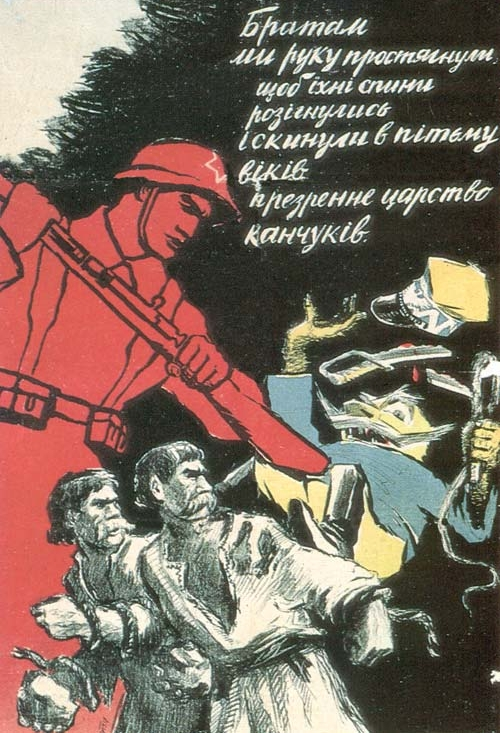

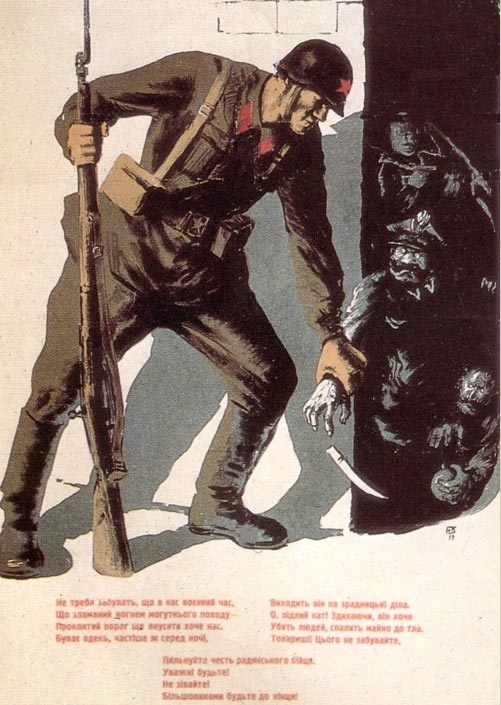

Wybory do Zgromadzeń Ludowych Zachodniej Ukrainy i Zachodniej Białorusi 22 października 1939 – sprzeczna z prawem międzynarodowym próba legitymizacji przez ZSRR aneksji terenów II Rzeczypospolitej okupowanych w konsekwencji agresji ZSRR na Polskę we wrześniu 1939.

## Podstawa prawna
II RP i ZSRR po 17 września 1939 znalazły się de facto w stanie wojny, a władze radzieckie wykorzystały okupację wojenną w celu trwałej zmiany porządku prawno-administracyjnego na zajętych przez siebie terenach państwa polskiego. Stanowiło to jawne złamanie przepisów prawa międzynarodowego, zawartych w konwencji haskiej z 1907, która w rozdziale 46 jasno określiła prawa władz okupacyjnych:
Z chwilą faktycznego przejścia władzy z rąk rządu legalnego do rąk okupanta, tenże poweźmie wszystkie będące w jego mocy środki, celem przywrócenia i zapewnienia, o ile to jest możliwe, porządku i życia społecznego, przestrzegając, z wyjątkiem bezwzględnych przeszkód, prawa obowiązujące w tym kraju.

## Przygotowania
Jeszcze w czasie kampanii wrześniowej wkraczające do Polski oddziały Armii Czerwonej powoływały na zajętych przez siebie ziemiach polskich tymczasowe zarządy obwodowe, pokrywające się z granicami przedwojennych polskich województw. W ich skład wchodzili przedstawiciele armii, funkcjonariusze NKWD, przedstawiciele robotników i reprezentanci lewicowej inteligencji. Tymczasowe zarządy niższego szczebla miały za zadanie sformować gwardię robotniczą, w gminach utworzyć komitety włościańskie w celu odebrania ziemi obszarniczej i przekazania jej chłopom małorolnym.
Wkrótce utworzono sieć administracji radzieckiej, opartej na radach rejonowych i komitetach partyjnych wszystkich szczebli. Aparat NKWD przejął też uprawnienia zarządu wojskowego.
Po zawarciu 28 września 1939 traktatu radziecko-niemieckiego o granicach i przyjaźni, który wyznaczał jako granicę obu okupacji linię Bugu,
Biuro Polityczne KC WKP(b) podjęło 1 października 1939 decyzję o zwołaniu zgromadzeń ludowych – ukraińskiego we Lwowie i białoruskiego w Białymstoku, które miały uchwalić prośbę o wcielenie tych terytoriów do ZSRR. W wersji pierwotnej istniał też plan utworzenia Polskiego Zgromadzenia Ludowego, zarzucony jednak, gdyż Lubelszczyzna i wschodnie Mazowsze, które w myśl postanowień pierwszego paktu Ribbentrop–Mołotow miały przypaść ZSRR, po 28 września należały do okupacji niemieckiej (z wyjątkiem historycznie mazowieckiej, dawnej ziemi łomżyńskiej z Łomżą i Zambrowem, które znalazły się w granicach Zachodniej Białorusi).

## Wybory
7 października 1939 rozpoczęła się kampania wyborcza, która w realiach państwa totalitarnego była tylko drwiną z demokracji. Przebiegała pod hasłem konfiskaty ziemi obszarniczej, fabryk, banków oraz przyłączenia tych obszarów do ZSRR.
Sama kampania przebiegała w atmosferze nasilającego się terroru, masowych aresztowań, obsadzania lokali wyborczych umundurowanymi funkcjonariuszami NKWD.
Głosować można było jedynie na wyznaczonych z góry kandydatów, członków partii komunistycznej.
Głosowanie odbyło się 22 października 1939.
Sfałszowane wyniki wyborów pokazują skuteczność aparatu stalinowskiego – według oficjalnych danych na Zachodniej Ukrainie wzięło w nich udział 92,83% uprawnionych, zaś na Zachodniej Białorusi aż 96,7%. Na kandydatów promowanych przez władze paść miało ponad 90% głosów.
W niektórych okręgach (w 11 na Ukrainie i 2 na Białorusi) kandydaci byli jednak na tyle niepopularni, że trzeba było dokonać powtórki głosowania – żaden z nich nie uzyskał ponad połowy poparcia.

## Zgromadzenia Ludowe
Wyłonieni w ten sposób deputowani weszli do Zgromadzenia Ludowego Zachodniej Ukrainy, które obradowało we Lwowie od 26 do 28 października 1939, oraz do Zgromadzenia Ludowego Zachodniej Białorusi, zwołanego w Białymstoku w dniach 28–30 października.
Otwarcia obrad zgromadzenia lwowskiego dokonał jako najstarszy wiekiem prof. Kyryło Studynśkyj, a białostockiego rolnik Stepan Strug.
Zgromadzenie Ludowe Zachodniej Ukrainy podjęło 27 października uchwałę, która głosiła: Naród ukraiński w byłym państwie polskim skazany był na wymarcie ... Polscy panowie robili wszystko, by spolszczyć ludność ukraińską, zakazać używania słowa Ukrainiec i zastąpić je słowem bydło i chłop ... Armia Czerwona, wypełniając wolę wielkiego narodu radzieckiego, wyciągnęła do mas pracujących Zachodniej Ukrainy pomocną dłoń i oswobodziła je z ucisku polskich kapitalistów i obszarników. Zgromadzenie Ludowe Zachodniej Białorusi obradowało pod hasłem śmierć białemu orłowi.
Oba te organy uchwaliły ustanowienie władzy radzieckiej na okupowanych obszarach, sprawowanej przez rady delegatów. Następnie zwrócono się z prośbą do Rady Najwyższej ZSRR o włączenie tych ziem do siostrzanych republik Ukraińskiej Socjalistycznej Republiki Radzieckiej i Białoruskiej Socjalistycznej Republiki Radzieckiej. Proklamowano konfiskatę bez wykupu ziem, budynków i inwentarza należących do obszarników, kościołów oraz urzędników państwowych i przekazanie ich w użytkowanie chłopom małorolnym i bezrolnym. Znacjonalizowano banki i większe zakłady przemysłowe. Ustanowiono dzień 17 września ogólnonarodowym świętem.

## Skutki
Nota ministra spraw zagranicznych RP Augusta Zaleskiego z 21 października 1939 roku:

Rząd polski jest w posiadaniu dowodów, że na polskim terytorium czasowo okupowanym przez ZSRR został zarządzony plebiscyt który zgodnie z tak zwaną wolą ludności zatwierdził włączenie tych terytoriów do ZSRR. Rząd Polski oświadcza, że zarządzenie takiego plebiscytu na obszarach pod okupacją jest niezgodne z przepisami prawa narodów.

Prezydium Rady Najwyższej ZSRR włączyło Zachodnią Ukrainę do USRR 1 listopada 1939, a Zachodnią Białoruś do BSRR 2 listopada 1939.
Dekretem Prezydium rady Najwyższej BSRR w Mińsku z dnia 14 listopada 1939 włączono w skład BSRR województwo białostockie i województwo nowogródzkie. 15 listopada Prezydium USRR w Kijowie podjęło uchwałę o włączeniu Wołynia i Małopolski Wschodniej do USRR.
29 listopada 1939 Prezydium Rady Najwyższej ZSRR przyjęło dekret, w myśl którego obywatele polscy zamieszkujący zachodnie obwody Ukrainy i Białorusi automatycznie stawali się obywatelami ZSRR. Wprowadzono także przymus posiadania paszportów wewnętrznych ZSRR przez obywateli II RP, którzy w wyniku wojny znaleźli się na tych terenach. Akcja rejestracyjna z tym związana była podstawą do późniejszych policyjnych represji NKWD (w tym masowych wywózek z roku 1940).
Powyższe akty prawne, sprzeczne z ratyfikowaną przez Rosję Konwencją haską IV (1907), były nieważne w świetle prawa międzynarodowego i nie były uznawane zarówno przez Rząd RP na uchodźstwie, jak i państwa sojusznicze wobec Polski, a także państwa trzecie (neutralne) przez cały czas trwania II wojny światowej. Niemniej od czerwca 1941 ZSRR konsekwentnie powoływał się wobec Wielkiej Brytanii i USA na fakt przeprowadzenia „wyborów” jako plebiscytu ludności zamieszkałej tereny Polski okupowane od agresji ZSRR na Polskę na rzecz przynależności tych terenów do ZSRR.